# Мартин Харизанов
Мартин Николаев Харизанов е български политик и икономист от ГЕРБ. Народен представител от коалиция „ГЕРБ – СДС“ в XLVIII народно събрание. Той е областен координатор на МГЕРБ – Враца и общински организационен секретар на ГЕРБ – Враца. Председател е на Алумни клуб „Финанси 2013“ за Северозападна България и на сдружение „Врачанофили“, член на УС на Сдружение „Благотворни приятели“.

## Биография
Мартин Харизанов е роден на 5 февруари 1990 г. в град Враца, Народна република България. Майка му Детелина е старши учител по биология и химия в Профилирана природо-математическа гимназия „Акад. Иван Ценов“ във Враца от 1983 г., а баща му Николай е бил разследващ полицай в научно-техническия отдел, когато през 1991 г. загива по време на служба. Когато баща му загива той е на 1 годинка, по това време Бойко Борисов е генерален секретар на МВР, той оказва помощ на семейството и оттогава го има за близък. Има двама братя – Станислав и Ангел.
През 2009 г. завършва средното си образование в ППМГ „Акад. Иван Ценов“ във Враца.  През 2014 г. завършва специалност „Финансов мениджмънт“, а след това специалност „Финансово управление на публичния сектор“ в Стопанска академия „Д. А. Ценов“ в Свищов.
В периода от 2010 до 2015 г. заема различни стажантски позиции в банка „ДСК“ и „ОББ“ във Враца, както и в други частни фирми. От 2016 г. започва да трупа опит като счетоводител и специалист контрол разходи, а впоследствие се включва в управлението на семейния бизнес в сферата на туризма и ресторантьорството. Занимава се и с рекламни медии и изработка на бизнес каталози на територията на Враца и Монтана.
През 2015 г. се жени за дъщерята на известния врачански бизнесмен Красимир Каменов – Петя, от която има две деца – Деяна и Красимир.
През 2018 г. става член на ГЕРБ.